# WrestleMania 34
Cet article concerne l'édition 2018 du pay-per-view WrestleMania. Pour toutes les autres éditions, voir WrestleMania.

La 34e édition de WrestleMania (chronologiquement connu comme WrestleMania XXXIV) est un Premium Live Event de catch (lutte professionnelle) produit par la World Wrestling Entertainment (WWE), une fédération de catch américaine qui est télédiffusée et visible en paiement à la séance sur le WWE Network. L'événement a eu lieu le 8 avril 2018 au Mercedes-Benz Superdome à La Nouvelle-Orléans (Louisiane). Il s'agit de la trente-quatrième édition de WrestleMania, qui fait partie avec le Royal Rumble, SummerSlam et les Survivor Series du « Big Four » à savoir « les Quatre Grands », les quatre plus grands, anciens et prestigieux événements que produit la compagnie chaque année.
C'est la seconde fois que WrestleMania, après WrestleMania XXX en 2014, prend place au Mercedes-Benz Superdome.
Le match principal (main event) de la soirée est un match simple en un-contre-un opposant Roman Reigns à Brock Lesnar pour le championnat Universel (Universal Championship). Brock Lesnar remporte le match et conserve son titre, gagné un an plus tôt, à WrestleMania 33. Le combat pour le championnat de la WWE (WWE Championship) voit son champion AJ Styles battre le vainqueur du dernier Royal Rumble Shinsuke Nakamura. Après le match, Nakamura effectue un heel turn en faisant un low blow à son adversaire.

## Production

### Organisation
WrestleMania est considéré comme l'événement phare de la WWE, souvent comparé au Super Bowl. L'événement est le deuxième WrestleMania à se dérouler dans l'état de Louisiane et le deuxième à se tenir au Mercedes-Benz Superdome après WrestleMania XXX en 2014. Le 30 octobre 2017, des forfaits pour l'événement ont été vendus,, et le 17 novembre 2017, les billets ont été mis en vente, avec des billets individuels allant de 35 $ à 2 000 $.
Les trois thèmes officiels du pay-per-view sont "Celebrate" et "New Orleans" de Kid Rock et "Let the Good Times Roll" de Freddie King,,. Le duo américain Chloe x Halle a joué "America the Beautiful" pour lancer le spectacle.
Le 8 avril, avant le début du spectacle, la WWE et Snickers ont organisé le WrestleMania Block Party. L'événement a inclus l'apparition des Hall of Famers Ric Flair et Alundra Blayze ainsi que Tamina et R-Truth.

### Hall of Fame

Logo du WWE Hall of Fame.

Le WWE Hall of Fame est un temple de la renommée pour les personnalités de la lutte professionnelle tenu par la World Wrestling Entertainment (WWE). Il a été créé en 1993, lors duquel André The Giant, qui venait de décéder deux mois auparavant, a été le seul intronisé cette année-là,. Comme le veut la tradition depuis WrestleMania XX en 2004, chaque année lors du plus grand spectacle de catch de l'année, WrestleMania, sur « The Grandest Stage of Them All » (« La plus grande scène de toutes »), la WWE honore d'anciens employés de la World Wrestling Entertainment (anciennement World Wrestling Federation), et d'autres figures qui ont contribué au catch et au divertissement sportif en général, dans le WWE Hall of Fame.
| Nom de ring (nom de naissance)                                       | Introduit par     | Notes | Réf.   |
| -------------------------------------------------------------------- | ----------------- | --- | ------ |
| Goldberg (William Goldberg)                                          | Paul Heyman       | - 1 WCW World Heavyweight Championship - 1 WWE World Heavyweight Championship - 1 WWE Universal Championship - 2 WCW United States Heavyweight Championship                                   | [ 18 ] |
| The Dudley Boyz (Bubba Ray et D-Von) (Mark LoMonaco et Devon Hughes) | Edge et Christian | - 8 WWF/World Tag Team Championship - 1 WWE Raw Tag Team Championship - 8 ECW Tag Team Championship                                                                                           | [ 19 ] |
| Ivory (Lisa Moretti)                                                 | Molly Holly       | 3 WWE Women's Championship | [ 20 ] |
| Jeff Jarrett                                                         | Road Dogg         | - 1 WWF European Championship - 6 WWF Intercontinental Championship - 1 WWF World Tag Team Championship - 4 WCW World Heavyweight Championship - 3 WCW United States Heavyweight Championship | [ 21 ] |
| Hillbilly Jim (James Morris)                                         | Jimmy Hart        | | [ 22 ] |
| Kid Rock (Robert James Ritchie)                                      | Triple H          | | [ 23 ] |
| Mark Henry                                                           | Big Show          | - 1 World Heavyweight Championship - 1 ECW Championship - 1 WWE European Championship | [ 24 ] |

## Contexte
Les spectacles de la World Wrestling Entertainment (WWE) sont constitués de matchs aux résultats prédéterminés par les scénaristes de la WWE. Ces rencontres sont justifiées par des storylines – une rivalité avec un catcheur, la plupart du temps – ou par des qualifications survenues dans les shows de la WWE telles que Raw, SmackDown et NXT. Tous les catcheurs possèdent une gimmick, c'est-à-dire qu'ils incarnent un personnage gentil (Face) ou méchant (Heel), qui évolue au fil des rencontres. Un événement comme WrestleMania est donc un événement tournant pour les différentes storylines en cours,.

### AJ Styles (c) contre Shinsuke Nakamura

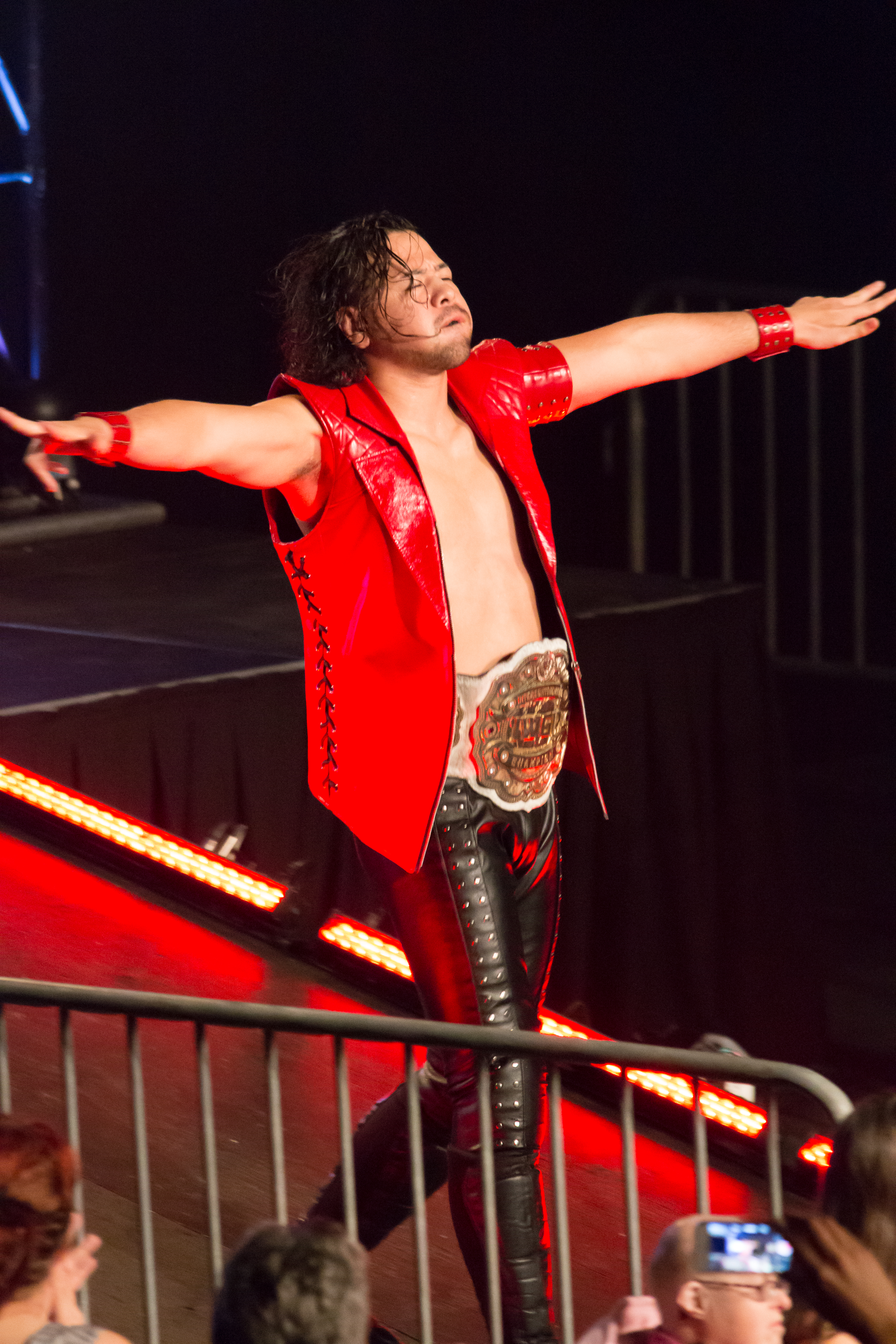
Shinsuke Nakamura affronte AJ Styles pour le championnat de la WWE.

Le 28 janvier au Royal Rumble, AJ Styles a conservé son titre de la WWE en battant Kevin Owens et Sami Zayn dans un 1-on-2 Handicap match. Un peu plus tard dans la soirée, Shinsuke Nakamura a remporté le 30-Men Royal Rumble match. Après sa victoire, il annonce choisir officiellement The Phenomenal comme adversaire.

### Brock Lesnar (c) contre Roman Reigns

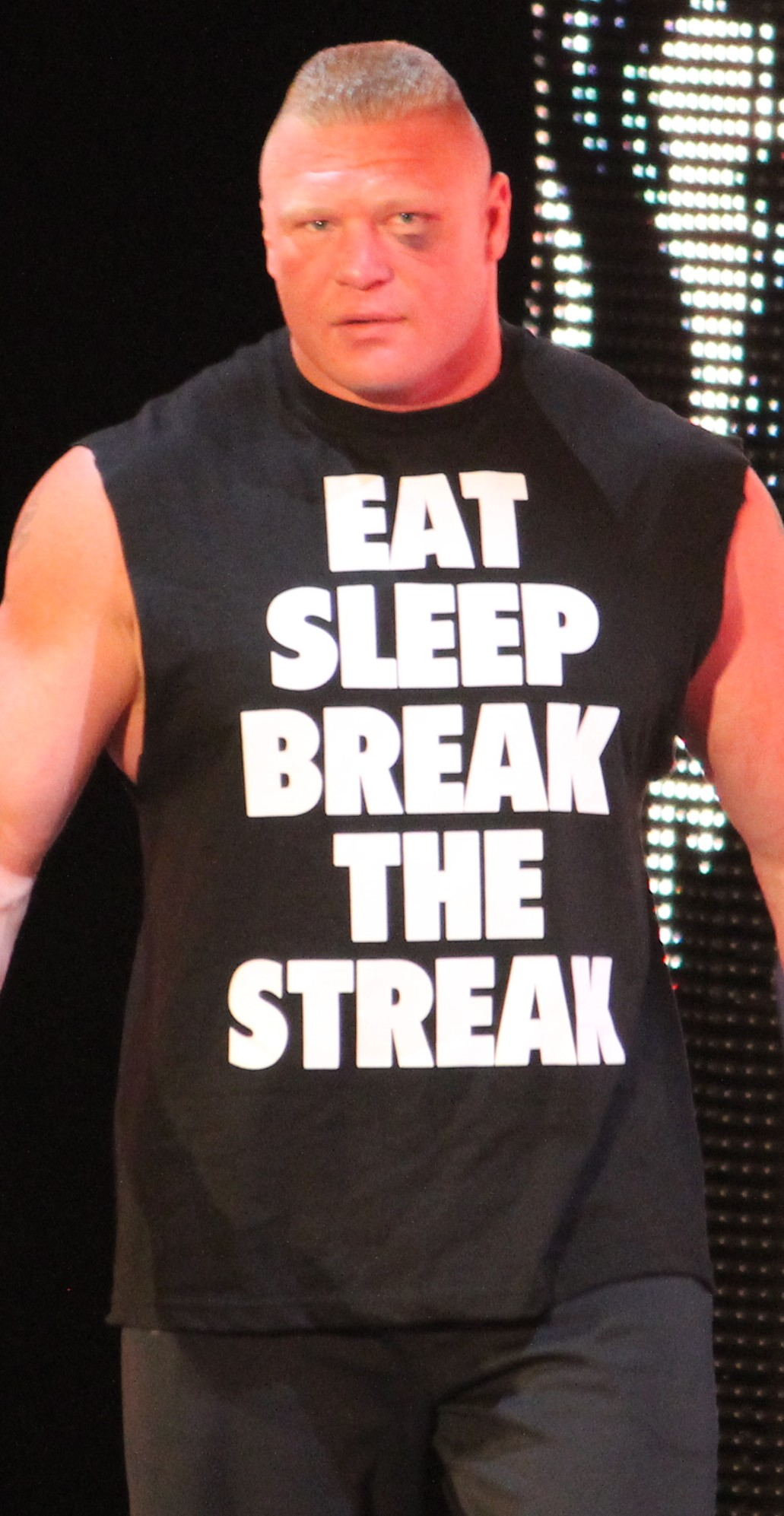
Brock Lesnar défend le championnat Universel face à Roman Reigns.

Le 28 janvier au Royal Rumble, Brock Lesnar a conservé son titre Universel de la WWE en battant Braun Strowman et Kane dans un Triple Threat match. Le 25 février à Elimination Chamber, Roman Reigns remporte, pour la première fois de l'histoire, un 7-Men's Elimination Chamber match et devient aspirant no 1 au titre Universel sur la plus grande scène du monde.

### Alexa Bliss (c) contre Nia Jax
Le 12 mars à Raw, Nia Jax bat une catcheuse locale. Après le combat, elle surprend une conversation vidéo entre la championne de Raw, Alexa Bliss et Mickie James, dans laquelle l'une révèle à l'autre ne se servir d'elle que pour sa gloire personnelle et l'avoir facilement manipulée, car The Goddess la trouve bête et grosse. Folle de rage, la Samoane effectue un Face Turn et saccage les vestiaires des deux catcheuses. La semaine suivante à Raw, Alexa Bliss fait semblant de s'excuser pour ses propos tenus la semaine passée, puis perd face à Asuka par décompte extérieur. Après le combat, Nia Jax veut se venger de son ancienne meilleure amie, mais Mickie James encaisse les coups à la place de sa partenaire. Le GM du show rouge, Kurt Angle, qui a vu ce qui s'est passé la semaine précédente, contraint la championne du show rouge à remettre son titre en jeu contre la Samoane sur la plus grande scène du monde.

### Charlotte Flair (c) contre Asuka

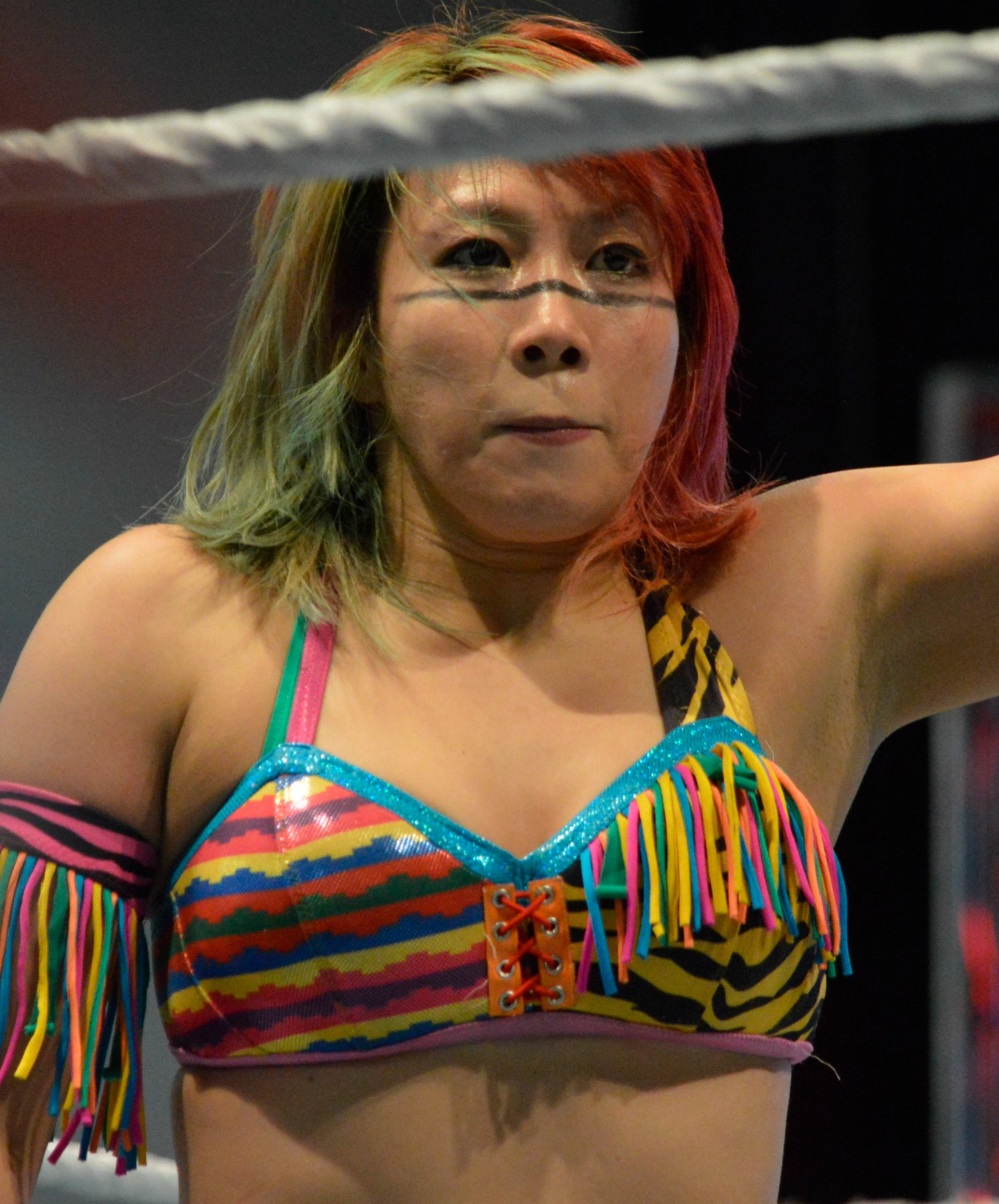
Asuka combattra pour le championnat féminin de SmackDown.

Le 28 janvier au Royal Rumble, Asuka remporte le tout premier 30-Women Royal Rumble match. Le 11 mars à Fastlane, Charlotte Flair a conservé son titre féminin de SmackDown en battant Ruby Riott par soumission. Après le combat, la Japonaise confronte la première et pointe le logo du PLE du doigt, ce qui signifie qu'elle choisit officiellement The Queen comme adversaire.

### The Miz (c) contre Seth Rollins contre Finn Bálor

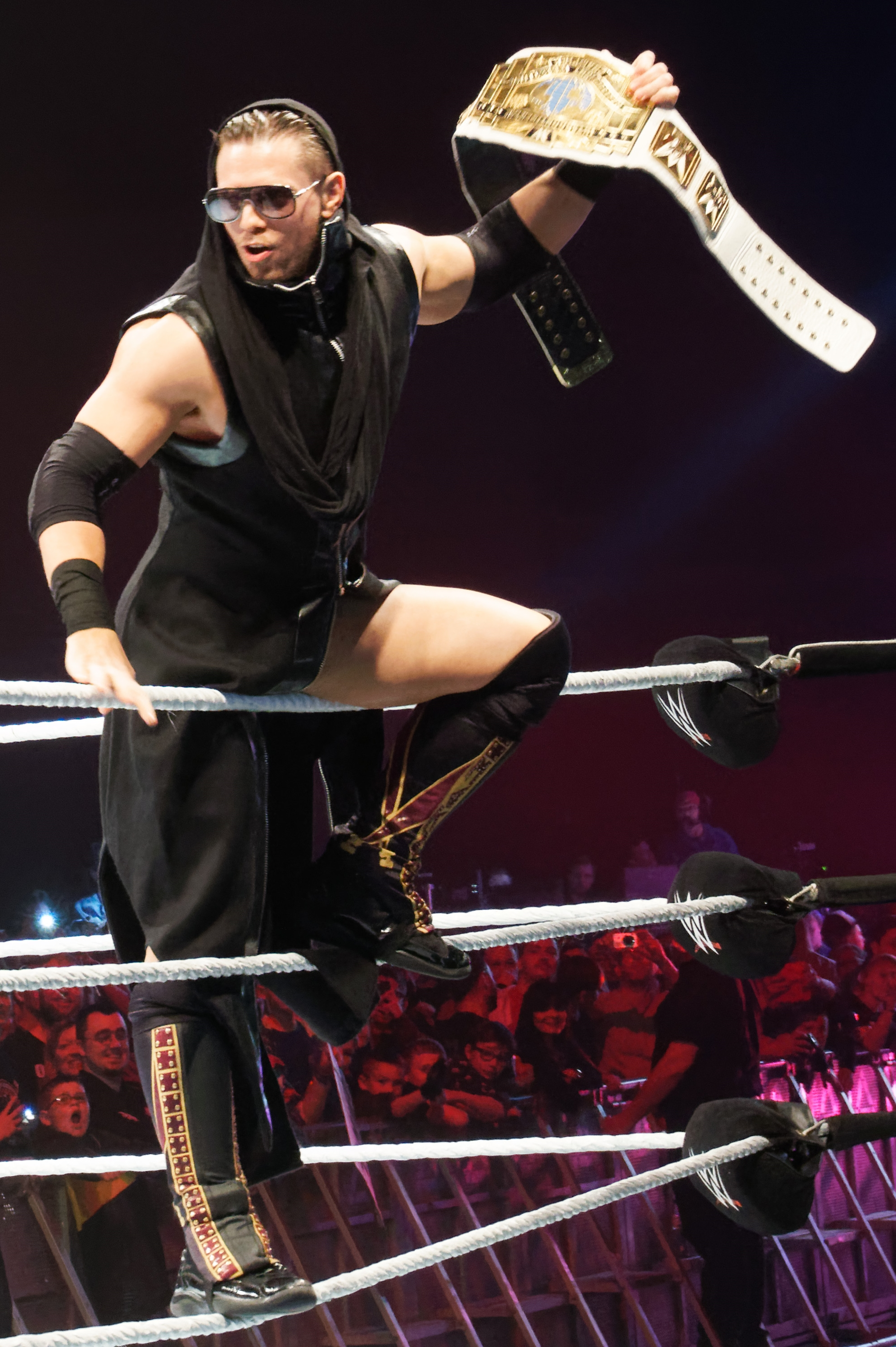
The Miz défend le championnat Intercontinental contre Finn Bálor et Seth Rollins dans un match triple menace.

Le 26 février à Raw, Seth Rollins et Finn Bálor battent, chacun leur tour, The Miz dans deux matchs simples. La semaine suivante à Raw, les deux premiers battent le second et son MizTourage (Bo Dallas et Curtis Axel) dans un 2-on-3 Handicap match. Après le combat, le GM du show rouge, Kurt Angle, annonce officiellement un Triple Threat match pour le titre Intercontinental sur la plus grande scène du monde.

### Kurt Angle et Ronda Rousey contre Triple H et Stephanie McMahon

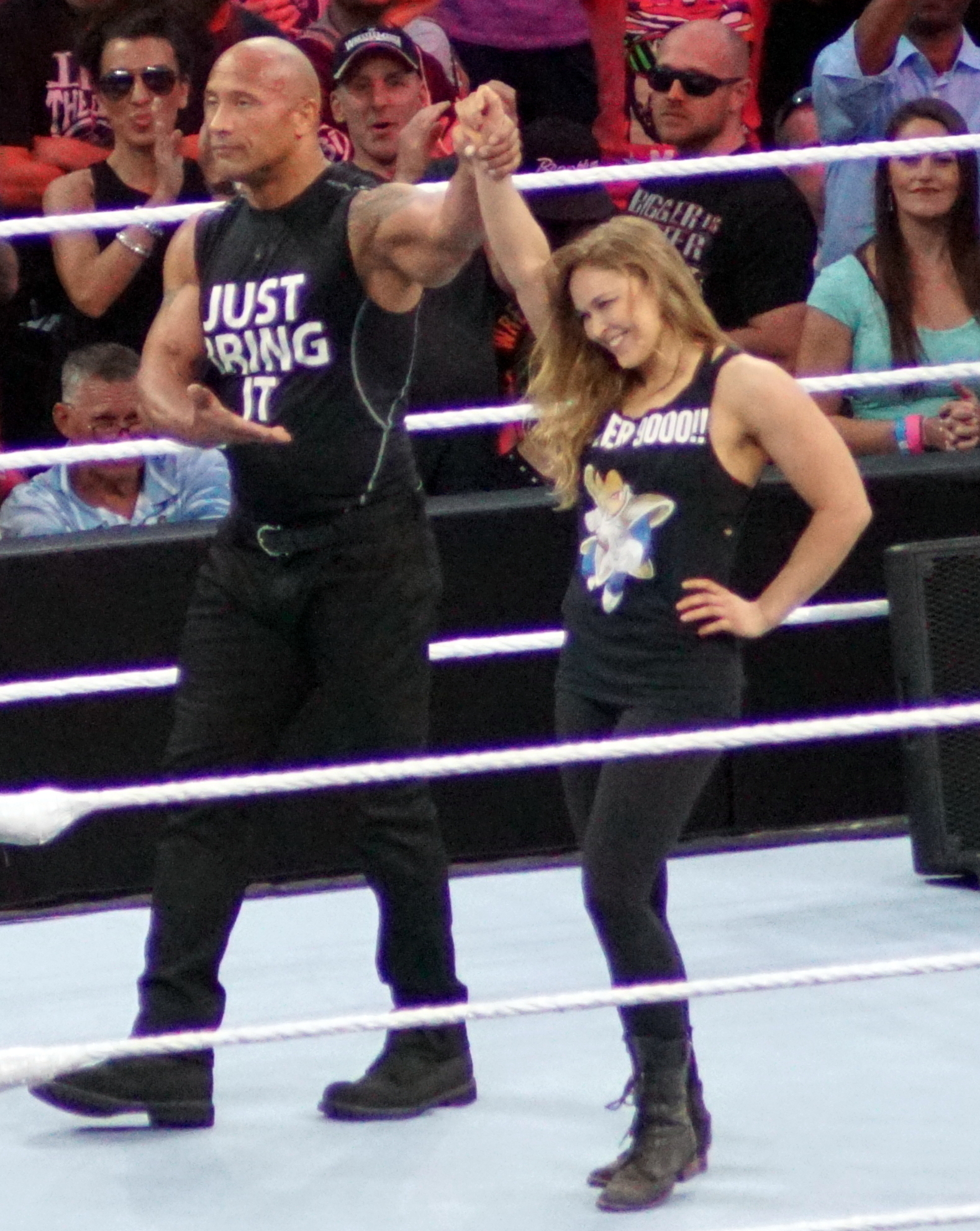
Ronda Rousey aux côtés de The Rock à WrestleMania 31, les origines de la rivalité remontent à ce pay-per-view où Ronda a attaqué Triple H et menacé Stephanie McMahon.

Le 28 janvier au Royal Rumble, après la victoire d'Asuka au 30-Women Royal Rumble match, Ronda Rousey fait ses véritables débuts au sein de la compagnie. Le 25 février à Elimination Chamber, aux côtés de Kurt Angle, Triple H et Stephanie McMahon, elle signe officiellement un contrat avec la World Wrestling Entertainment en tant que catcheuse. Elle fait passer le directeur des opérations à travers la table, car le GM du show rouge lui rapporte des propos du couple dirigeant de la compagnie, comme quoi ils allaient « la contrôler » et qu'elle était «has been». Le 5 mars à Raw, la commissionnaire du show rouge lui propose de choisir n'importe quelle adversaire pour la plus grande scène du monde, sauf la championne de Raw, Alexa Bliss, mais elle la choisit. Malgré l'intervention de Triple H en faveur de sa femme, Kurt Angle rappelle au couple dirigeant que leur contrat stipule qu'ils sont également des Superstars de la compagnie et, de ce fait, officialise un Mixed Tag Team match entre les deux duos mixtes sur la plus grande scène du monde.

### Daniel Bryan et Shane McMahon contre Kevin Owens et Sami Zayn
Le 17 décembre 2017 à Clash of Champions, Kevin Owens et Sami Zayn battent Randy Orton et Shinsuke Nakamura grâce au compte rapide de trois de Daniel Bryan, arbitre spécial du match tout comme Shane McMahon, ce qui créé un conflit entre le GM et le commissionnaire du show bleu. 
Le 13 mars à SmackDown Live, le patron du show bleu annonce faire une pause et un match entre les deux catcheurs canadiens sur la plus grande scène du monde, mais ces derniers l'attaquent avec un Helluva Kick, une Pop-Up Powerbomb, le poussent contre un poteau avec une chaise autour du cou et une Powerbomb contre les caisses après l'avoir traîné jusque dans les coulisses. La semaine suivante à SmackDown Live, Daniel Bryan annonce officiellement son retour sur les rings, car les médecins de la WWE l'autorisent à reprendre le catch. Rejoint par le duo canadien qui le félicite pour cette nouvelle, il se fait attaquer par les deux catcheurs après avoir annoncé leurs renvois pour avoir agressé et envoyé à l'hôpital leur patron, car il se rend compte que Shane McMahon avait raison à leurs sujets depuis le début. Le 27 mars à SmackDown Live, le GM du show bleu annonce officiellement que Shane McMahon et lui affronteront Kevin Owens et Sami Zayn sur la plus grande scène du monde avec deux conditions : si le commissionnaire du show bleu et lui gagnent, leurs adversaires seront renvoyés. En revanche, s'ils perdent, les deux catcheurs resteront. Le même jour, le fils de Vince McMahon souffre d'une diverticulite aigüe, d'une hernie ombilicale et va devoir subir d'urgence une opération chirurgicale.
Le 3 avril à SmackDown Live, le commissionnaire et le GM du show bleu s'excusent mutuellement et se réconcilient avec un câlin.

### Cedric Alexander contre Mustafa Ali
Le 23 janvier, Enzo Amore est renvoyé de la compagnie, à la suite des accusations de viol envers lui, et le titre Cruiserweight lui est retiré. Le 30 janvier à 205 Live, le nouveau GM du show violet, Drake Maverick, annonce l'organisation d'un nouveau tournoi pour la ceinture vacante, et que les deux finalistes s'affronteront sur la plus grande scène du monde. Le 13 mars à 205 Live, Cedric Alexander devient le premier finaliste en battant Roderick Strong dans la première demi-finale du tournoi. La semaine suivante à 205 Live, Mustafa Ali devient le dernier finaliste en battant Drew Gulak dans la dernière demi-finale du tournoi.

### The Usos(Jimmy et Jey)(c) contre The New Day(Big E, Kofi Kingston et/ou Xavier Woods)contre The Bludgeon Brothers(Harper et Rowan)
Le 11 mars à Fastlane, les Usos (Jimmy et Jey) et le New Day (Kofi Kingston et Xavier Woods) (avec Big E) s'affrontent pour les titres par équipes de SmackDown, mais leur combat se termine en match nul, car les deux équipes se font attaquer par les Bludgeon Brothers (Harper et Rowan). Le 27 mars à SmackDown Live, pendant le match entre le New Day et les Bludgeon Brothers, les Usos se vengent en attaquant la seconde équipe et fait perdre la première par disqualification. Un peu plus tard, il est annoncé que les trois équipes vont officiellement s'affronter pour les ceintures par équipes du show bleu dans un Triple Threat Tag Team match sur la plus grande scène du monde.

### The Bar(Cesaro et Sheamus)(c) contre Braun Strowman et Nicholas
Le 28 janvier au Royal Rumble, The Bar (Cesaro et Sheamus redevient champions par équipes de Raw, pour la quatrième fois, en battant Seth Rollins et Jason Jordan.

### The Undertaker contre John Cena
Après des semaines de provocation par John Cena à l'encontre de l'Undertaker et aucune réponse de ce dernier, Cena a assisté à WrestleMania 34 en tant que fan (n'ayant aucun match de programmé). Cependant, après le match du WWE SmackDown Women's Championship, un arbitre vient l'informer que The Undertaker était arrivé à l'arène. Cena a ensuite sauté la barricade et a couru dans les coulisses pour se préparer. Quelques minutes après le match WWE SmackDown Tag Team Championship, Cena fait son entrée, prêt à affronter The Undertaker. Les lumières se sont alors éteintes, mais c'est Elias qui est sorti des coulisses. Elias commença alors à chanter et faire l'éloge de ses capacités (physiques, talent...), après quoi il provoqua Cena verbalement. Cena attaqua Elias avant de le finir avec un Double-A. Cena commença à partir, quand tout à coup, les lumières se sont éteintes. Quand elles revinrent, le manteau et le chapeau de l'Undertaker qu'il avait laissés dans le ring l'année précédente apparurent dans le ring et disparurent après avoir été frappés par la foudre. La musique de l'Undertaker commença alors à jouer et fit son entrée. Pas un seul mot ne sorti de la bouche de l'Undertaker, il fixa Cena dans les yeux et le combat commença. Cependant, "The Deadman" battu John Cena en le battant en 2 minutes et 46 secondes avec un Tombstone Piledriver!

## Tableau des matchs
| Ordre par numéros | Résultat | Stipulation(s) | Temps |
| --- | --- | --- | ----- |
| 1P | "Woken" Matt Hardy remporte la André The Giant Memorial Battle Royal en éliminant en dernier Baron Corbin,                               | André the Giant Memorial Battle Royal | 15:45 |
| 2P | Cedric Alexander bat Mustafa Ali, | Match simple pour le WWE Cruiserweight Championship - Finale du tournoi                                                                                                | 12:20 |
| 3P | Naomi remporte la première WrestleMania 20-Women's Battle Royal en éliminant en dernière Bayley,                                         | WrestleMania 20-Women Battle Royal | 9:50  |
| 4 | Seth Rollins bat The Miz (c) et Finn Bálor,                                                                                              | Triple Threat match pour le WWE Intercontinental Championship | 15:30 |
| 5 | Charlotte Flair (c) bat Asuka par soumission,                                                                                            | Match simple pour le WWE SmackDown Women's Championship | 13:05 |
| 6 | Jinder Mahal bat Randy Orton (c), Bobby Roode et Rusev,                                                                                  | Fatal 4-Way match pour le WWE United States Championship | 8:18  |
| 7 | Ronda Rousey et Kurt Angle battent The Authority (Stephanie McMahon et Triple H) par soumission,                                         | Mixed Tag Team match | 20:40 |
| 8 | The Bludgeon Brothers (Harper et Rowan) battent The Usos (Jimmy et Jey) (c) et The New Day (Big E et Kofi Kingston) (avec Xavier Woods), | Triple Threat Tag Team match pour les WWE SmackDown Tag Team Championship                                                                                              | 5:50  |
| 9 | The Undertaker bat John Cena, | Match simple | 2:46  |
| 10 | Shane McMahon et Daniel Bryan battent Kevin Owens et Sami Zayn par soumission,                                                           | Tag Team match Si Kevin Owens et Sami Zayn perdent, ils seront définitivement renvoyés de SmackDown Live. En revanche, s'ils gagnent, ils resteront dans le show bleu. | 15:25 |
| 11 | Nia Jax bat Alexa Bliss (c) (avec Mickie James),                                                                                         | Match simple pour le WWE Raw Women's Championship | 10:48 |
| 12 | AJ Styles (c) bat Shinsuke Nakamura, | Match simple pour le WWE Championship | 20:24 |
| 13 | Braun Strowman et Nicholas (fils d'un arbitre) battent The Bar (Cesaro et Sheamus) (c),                                                  | Tag Team match pour les WWE Raw Tag Team Championship | 4:00  |
| 14 | Brock Lesnar (c) bat Roman Reigns, | Match simple pour le WWE Universal Championship | 15:35 |
| La lettre C placée entre parenthèses désigne la personne ou l’équipe championne en titre. P – indique que le match a eu lieu lors du pré-show | | |       |

### Tournoi pour le WWE Cruiserweight Championship
|  | Huitièmes de finale  | Huitièmes de finale  |                  |       | Quarts de finale     | Quarts de finale     |  |  | Demi-finales      | Demi-finales      |  |  | Finale                        | Finale                        |
|  | Huitièmes de finale  | Huitièmes de finale  |                  |       | Quarts de finale     | Quarts de finale     |  |  | Demi-finales      | Demi-finales      |  |  | Finale                        | Finale                        |
|  |                      |                      |                  |       |                      |                      |  |  |                   |                   |  |  |                               |                               |
|  | 205 Live, 30 janvier | 205 Live, 30 janvier |                  |       | 205 Live, 27 février | 205 Live, 27 février |  |  | 205 Live, 13 mars | 205 Live, 13 mars |  |  | WrestleMania 34, 8 avril 2018 | WrestleMania 34, 8 avril 2018 |
|  | 205 Live, 30 janvier | 205 Live, 30 janvier |                  |       | 205 Live, 27 février | 205 Live, 27 février |  |  | 205 Live, 13 mars | 205 Live, 13 mars |  |  | WrestleMania 34, 8 avril 2018 | WrestleMania 34, 8 avril 2018 |
|  | Cedric Alexander     | Tombé                |                  |       | 205 Live, 27 février | 205 Live, 27 février |  |  | 205 Live, 13 mars | 205 Live, 13 mars |  |  | WrestleMania 34, 8 avril 2018 | WrestleMania 34, 8 avril 2018 |
|  | Cedric Alexander     | Tombé                |                  |       | 205 Live, 27 février | 205 Live, 27 février |  |  | 205 Live, 13 mars | 205 Live, 13 mars |  |  | WrestleMania 34, 8 avril 2018 | WrestleMania 34, 8 avril 2018 |
|  | Gran Metalik         | 9:27                 |                  |       | 205 Live, 27 février | 205 Live, 27 février |  |  | 205 Live, 13 mars | 205 Live, 13 mars |  |  | WrestleMania 34, 8 avril 2018 | WrestleMania 34, 8 avril 2018 |
|  | Gran Metalik         | 9:27                 | Cedric Alexander | Tombé |                      |                      |  |  | 205 Live, 13 mars | 205 Live, 13 mars |  |  | WrestleMania 34, 8 avril 2018 | WrestleMania 34, 8 avril 2018 |
|  | 205 Live, 30 janvier |                      | Cedric Alexander | Tombé |                      |                      |  |  | 205 Live, 13 mars | 205 Live, 13 mars |  |  | WrestleMania 34, 8 avril 2018 | WrestleMania 34, 8 avril 2018 |
|  |                      | TJP                  | 17:21            |       |                      |                      |  |  | 205 Live, 13 mars | 205 Live, 13 mars |  |  | WrestleMania 34, 8 avril 2018 | WrestleMania 34, 8 avril 2018 |
|  | TJP                  | TJP                  | 17:21            | Tombé |                      |                      |  |  | 205 Live, 13 mars | 205 Live, 13 mars |  |  | WrestleMania 34, 8 avril 2018 | WrestleMania 34, 8 avril 2018 |
|  | TJP                  | 205 Live, 27 février |                  | Tombé |                      |                      |  |  | 205 Live, 13 mars | 205 Live, 13 mars |  |  | WrestleMania 34, 8 avril 2018 | WrestleMania 34, 8 avril 2018 |
|  | Tyler Bate           | 14:31                |                  |       |                      |                      |  |  | 205 Live, 13 mars | 205 Live, 13 mars |  |  | WrestleMania 34, 8 avril 2018 | WrestleMania 34, 8 avril 2018 |
|  | Tyler Bate           | 14:31                | Cedric Alexander | Tombé |                      |                      |  |  |                   |                   |  |  | WrestleMania 34, 8 avril 2018 | WrestleMania 34, 8 avril 2018 |
|  | 205 Live, 6 février  |                      | Cedric Alexander | Tombé |                      |                      |  |  |                   |                   |  |  | WrestleMania 34, 8 avril 2018 | WrestleMania 34, 8 avril 2018 |
|  |                      | Roderick Strong      | 14:54            |       |                      |                      |  |  |                   |                   |  |  | WrestleMania 34, 8 avril 2018 | WrestleMania 34, 8 avril 2018 |
|  | Hideo Itami          | Roderick Strong      | 14:54            | 17:04 |                      |                      |  |  |                   |                   |  |  | WrestleMania 34, 8 avril 2018 | WrestleMania 34, 8 avril 2018 |
|  | Hideo Itami          | 205 Live, 20 mars    |                  | 17:04 |                      |                      |  |  |                   |                   |  |  | WrestleMania 34, 8 avril 2018 | WrestleMania 34, 8 avril 2018 |
|  | Roderick Strong      | Tombé                |                  |       |                      |                      |  |  |                   |                   |  |  | WrestleMania 34, 8 avril 2018 | WrestleMania 34, 8 avril 2018 |
|  | Roderick Strong      | Tombé                | Roderick Strong  | Tombé |                      |                      |  |  |                   |                   |  |  | WrestleMania 34, 8 avril 2018 | WrestleMania 34, 8 avril 2018 |
|  | 205 Live, 6 février  |                      | Roderick Strong  | Tombé |                      |                      |  |  |                   |                   |  |  | WrestleMania 34, 8 avril 2018 | WrestleMania 34, 8 avril 2018 |
|  |                      | Kalisto              | 11:39            |       |                      |                      |  |  |                   |                   |  |  | WrestleMania 34, 8 avril 2018 | WrestleMania 34, 8 avril 2018 |
|  | Kalisto              | Kalisto              | 11:39            | Tombé |                      |                      |  |  |                   |                   |  |  | WrestleMania 34, 8 avril 2018 | WrestleMania 34, 8 avril 2018 |
|  | Kalisto              | 205 Live, 6 mars     |                  | Tombé |                      |                      |  |  |                   |                   |  |  | WrestleMania 34, 8 avril 2018 | WrestleMania 34, 8 avril 2018 |
|  | Lince Dorado         | 11:37                |                  |       |                      |                      |  |  |                   |                   |  |  | WrestleMania 34, 8 avril 2018 | WrestleMania 34, 8 avril 2018 |
|  | Lince Dorado         | 11:37                | Cedric Alexander | Tombé |                      |                      |  |  |                   |                   |  |  |                               |                               |
|  | 205 Live, 13 février |                      | Cedric Alexander | Tombé |                      |                      |  |  |                   |                   |  |  |                               |                               |
|  |                      | Mustafa Ali          | 12:20            |       |                      |                      |  |  |                   |                   |  |  |                               |                               |
|  | Mark Andrews         | Mustafa Ali          | 12:20            | Tombé |                      |                      |  |  |                   |                   |  |  |                               |                               |
|  | Mark Andrews         |                      |                  | Tombé |                      |                      |  |  |                   |                   |  |  |                               |                               |
|  | Akira Tozawa         | 12:28                |                  |       |                      |                      |  |  |                   |                   |  |  |                               |                               |
|  | Akira Tozawa         | 12:28                | Mark Andrews     | 12:11 |                      |                      |  |  |                   |                   |  |  |                               |                               |
|  | 205 Live, 13 février |                      | Mark Andrews     | 12:11 |                      |                      |  |  |                   |                   |  |  |                               |                               |
|  |                      | Drew Gulak           | Soumission       |       |                      |                      |  |  |                   |                   |  |  |                               |                               |
|  | Tony Nese            | Drew Gulak           | Soumission       | 16:10 |                      |                      |  |  |                   |                   |  |  |                               |                               |
|  | Tony Nese            | 205 Live, 6 mars     |                  | 16:10 |                      |                      |  |  |                   |                   |  |  |                               |                               |
|  | Drew Gulak           | Soumission           |                  |       |                      |                      |  |  |                   |                   |  |  |                               |                               |
|  | Drew Gulak           | Soumission           | Drew Gulak       | 15:13 |                      |                      |  |  |                   |                   |  |  |                               |                               |
|  | 205 live, 20 février |                      | Drew Gulak       | 15:13 |                      |                      |  |  |                   |                   |  |  |                               |                               |
|  |                      | Mustafa Ali          | Tombé            |       |                      |                      |  |  |                   |                   |  |  |                               |                               |
|  | Buddy Murphy         | Mustafa Ali          | Tombé            | Tombé |                      |                      |  |  |                   |                   |  |  |                               |                               |
|  | Buddy Murphy         |                      |                  | Tombé |                      |                      |  |  |                   |                   |  |  |                               |                               |
|  | Ariya Daivari        | 7:46                 |                  |       |                      |                      |  |  |                   |                   |  |  |                               |                               |
|  | Ariya Daivari        | 7:46                 | Buddy Murphy     | 11:10 |                      |                      |  |  |                   |                   |  |  |                               |                               |
|  | 205 live, 20 février |                      | Buddy Murphy     | 11:10 |                      |                      |  |  |                   |                   |  |  |                               |                               |
|  |                      | Mustafa Ali          | Tombé            |       |                      |                      |  |  |                   |                   |  |  |                               |                               |
|  | Jack Gallagher       | Mustafa Ali          | Tombé            | 17:08 |                      |                      |  |  |                   |                   |  |  |                               |                               |
|  | Jack Gallagher       |                      |                  | 17:08 |                      |                      |  |  |                   |                   |  |  |                               |                               |
|  | Mustafa Ali          | Tombé                |                  |       |                      |                      |  |  |                   |                   |  |  |                               |                               |
|  | Mustafa Ali          | Tombé                |                  |       |                      |                      |  |  |                   |                   |  |  |                               |                               |

### Participantes de la WrestleMania Memorial Women's Battle Royal
une participante de Raw,  une participante de SmackDown,  une participante de NXT,  la vainqueure.
| Entrante      | Division  | Ordre d'élimination |
| ------------- | --------- | ------------------- |
| Sasha Banks   | Raw       | 18                  |
| Carmella      | SmackDown | 1                   |
| Natalya       | SmackDown | 14                  |
| Ruby Riott    | SmackDown | 16                  |
| Sarah Logan   | SmackDown | 17                  |
| Liv Morgan    | SmackDown | 15                  |
| Becky Lynch   | SmackDown | 11                  |
| Naomi         | SmackDown | Vainqueure          |
| Bayley        | Raw       | 19                  |
| Lana          | SmackDown | 6                   |
| Mandy Rose    | Raw       | 3                   |
| Sonya Deville | Raw       | 4                   |
| Mickie James  | Raw       | 12                  |
| Dana Brooke   | Raw       | 2                   |
| Bianca Belair | NXT       | 9                   |
| Dakota Kai    | NXT       | 10                  |
| Kairi Sane    | NXT       | 5                   |
| Peyton Royce  | NXT       | 13                  |
| Kavita Devi   | NXT       | 7                   |
| Taynara Conti | NXT       | 8                   |

### Participants de André The Giant Memorial Battle Royal
un participant de Raw,  un participant de SmackDown,  le vainqueur.
| Entrant          | Division  | ordre d'élimination |
| ---------------- | --------- | ------------------- |
| Dash Wilder      | Raw       | 15                  |
| Scott Dawson     | Raw       | 16                  |
| Baron Corbin     | SmackDown | 29                  |
| Tye Dillinger    | SmackDown | 25                  |
| Mojo Rawley      | SmackDown | 28                  |
| Matt Hardy       | Raw       | Vainqueur           |
| Dolph Ziggler    | SmackDown | 26                  |
| Tyler Breeze     | SmackDown | 7                   |
| Fandango         | SmackDown | 20                  |
| Goldust          | Raw       | 24                  |
| Heath Slater     | Raw       | 21                  |
| Rhyno            | Raw       | 14                  |
| Zack Ryder       | SmackDown | 9                   |
| Primo Colon      | SmackDown | 5                   |
| Kane             | Raw       | 27                  |
| Curt Hawkins     | Raw       | 3                   |
| Shelton Benjamin | SmackDown | 13                  |
| Chad Gable       | SmackDown | 22                  |
| Aiden English    | SmackDown | 1                   |
| Luke Gallows     | Raw       | 11                  |
| Karl Anderson    | Raw       | 10                  |
| R-Truth          | Raw       | 4                   |
| Bo Dallas        | Raw       | 17                  |
| Curtis Axel      | Raw       | 18                  |
| Titus O'Neil     | Raw       | 23                  |
| Apollo Crews     | Raw       | 12                  |
| Sin Cara         | SmackDown | 19                  |
| Mike Kanellis    | SmackDown | 6                   |
| Konnor           | SmackDown | 2                   |
| Viktor           | SmackDown | 8                   |